# 第47回NHK紅白歌合戦
『第47回NHK紅白歌合戦』（だいよんじゅうななかいエヌエイチケイこうはくうたがっせん）は、1996年（平成8年）12月31日にNHKホールで行われた、通算47回目の『NHK紅白歌合戦』。
20時から21時25分および21時30分 - 23時45分にNHKで生放送された。

## 概要

### 当日まで
- テーマは、「歌のある国・にっぽん」[1]
- 両組司会は松たか子・古舘伊知郎（3年連続）が担当。当時19歳の松は紅白司会者の最年少記録（未成年者が司会を務めるのは史上初）を打ち立てた。
- 総合司会については、2年連続で宮本隆治・草野満代が担当。後者について、史上初の女性アナウンサーの複数回司会担当となった。
- 当初番組側は3年連続での上沼恵美子・古舘の両組司会起用を構想[2]していたが、上沼が古舘との確執を理由に続投要請を拒否したことで[3]、この年の大河ドラマ『秀吉』に出演していた松が起用される運びとなった。
- 紅組司会については、上沼の辞退表明後、松嶋菜々子（この年上期の連続テレビ小説『ひまわり』のヒロイン）、沢口靖子（1985年上期の連続テレビ小説『澪つくし』のヒロイン出身かつ『秀吉』に出演）、森口博子（『ポップジャム』司会者）が各マスコミの予想として挙げられていた。しかし蓋を空けるとそれまで下馬評では一切名前が挙がらなかった松が選出された[4][5]。
- 一方で上沼は本紅白を台湾のホテルで視聴したことを明かした上で「古舘さんは3年連続。あの時めっちゃ腹立ったんです。あの人だけ3年だったでしょう。私は2年。2人でやってきて、1人古舘さんだけ残って3年目やらはった」「途中でシャワー浴びに行って泣きました、悔しくて」と思っていたと語っている[6]。

### 当日のステージ
- オープニングでは、火花を散らした球体のセットが爆発して2つに割れると中から出場歌手が、割れた球体の中央部からは松・古舘が現れる演出で始まり、その後古舘は上沼の実名こそ出さなかったものの紅組司会が交代したことを強調する意味で、「あの大体紅白の司会と畳は新しい方が良いと言われてましてですね」「今もうかなりの割合の人が『あっ松さん、新鮮だ・可愛い・守ってあげたい』そういう気持ちになってますんでね」「昨年までは若干私の方が可哀相だというような意見があった」と話す場面があった[5]。
- 同じくオープニングにて、第40回（1989年）以来7年ぶりに「乾杯の歌」が使用された。
- 上沼・古舘の両組司会となった過去2年間は審査員紹介もこの両組司会コンビが行ったが、今回のこれは総合司会の宮本・草野が担当した（以後、第50回〈1999年〉まで再び審査員紹介は総合司会の担当となった）。
- ウルフルズは同ボーカルのトータス松本が演中に倒れて演奏がストップ。白組歌手からの「トータス!トータス!…」と呼びかける掛け声で立ち上りまた歌いだすという演出を行った。これは「ガッツだぜ!!」のミュージックビデオを踏襲したものである。
- 近藤真彦の演奏が始まる前に、まだCDデビュー前（翌1997年にCDデビュー）のKinKi Kidsが登場し「ミッドナイト・シャッフル」のサビ部分を歌った。また演奏にたのきんトリオの野村義男がギター奏者として参加した。
- 初登場の華原朋美の歌唱では、彼女の音楽プロデューサーで交際中であった小室哲哉がピアノ演奏で参加（小室はglobeとしても出場している）。小室のピアノソロで華原は歌唱した。
- この年森且行が脱退し、5人編成となったSMAPが今回初めて第2部で歌唱（以後、毎回第2部で登場）。第2部オープニングで松・古舘が揃って登場、古舘はSMAPを「時代をねじ伏せた男達」と紹介し、SMAPと共演経験のある松は「何も言うことはありません」と発言し、曲タイトル読み上げも2人で行われた。また、SMAPは鳥羽一郎の歌唱時にもバックダンサーとして登場した。
- 玉置浩二のバックバンドにはTOKIOが登場した。
- 米米CLUBは、「浪漫飛行」の終了直前に、ボーカルのカールスモーキー石井がMINAKOから押されてステージから客席に転落する演出を行った。
- 憲三郎&ジョージ山本は、北島三郎の「山本!行けや憲三郎!」の掛け声と共に登場。しかし憲三郎が北島に似せたメイク、そしてものまねで歌ったことで袖の司会者ゾーンで見ていた古舘・北島・五木ひろしも爆笑していた。この時の映像は、ユニットを生んだ日本テレビ系列『とんねるずの生でダラダラいかせて!!』内でも放送された。
- 「ときめきをさがしに」（ドラマ新銀河『素敵に女ざかり』主題歌。島倉自身が作詞を手掛けた）を歌唱した島倉千代子は歌詞が書かれたカンペを左手に隠し持っていたが、それにも関わらず歌詞が飛んでしまい最後に小さく「ごめんなさい」と笑顔で呟いた。
- 今回の衣装対決は、美川憲一が推定2億円といわれるセットを使用。「光ファイバーさそり座」というテーマ通り、背後にせり上がった布地にさそり座をイメージした電飾が描かれる演出だった。一方の小林幸子は「雪女」をテーマに着物からドレスへの早変わりや雪の結晶、宇宙をイメージしたセットを展開してみせた。また、両者の間に挟まれた形で出場したシャ乱Qも、古舘が「低予算で5着分、小林幸子に対抗しております」と紹介するなど衣装対決に参戦しており、つんくがせりから飛び上がって登場し、たいせーが宙乗りをし、終盤にはつんくの紅い衣装が仕込まれた塗料の破裂に伴い白に剥げるという仕掛けを行った。
- また、この年亡くなった藤子・F・不二雄と渥美清を偲び第1部では、「ドラえもんのうた」（テレビ朝日系アニメ『ドラえもん』における当時の主題歌）を出場歌手（松田聖子がしずか役、SMAPの中居正広がスネ夫役、RATS&STARの桑野信義がジャイアン役をそれぞれ演じた[7]）と松で、第2部では、「男はつらいよ」を出場歌手で大合唱された。前者では、ドラえもん・のび太・しずか・スネ夫・ジャイアン・のび助・玉子の着ぐるみも登場した。さらにドラえもん・のび太・しずか・スネ夫・ジャイアンについては、当時のアニメ版『ドラえもん』の声優陣（大山のぶ代・小原乃梨子・野村道子・肝付兼太・たてかべ和也）の参加によって声も発していた。この演出について、大山は後に著書『ぼく、ドラえもんでした。』内で「前の時間帯で（テレビ朝日で）『ドラえもん』のスペシャルをやっている中、こういう局の垣根を越えた演出をしてくれて感謝しています」と述べている。
- 松は本番中、森口博子の歌唱前でスタンバイ中に誤って曲紹介を終えようとし、たまたまその時応援として司会席に居た過去に紅組司会の経験がある和田アキ子に助けられる一幕（この時、和田は「どうして私が居る時にこんなふうになっちゃったんでしょうか?」と松に対し述べた。なお、これに松は和田に「頼りにしてます」と返している）もあれば、本人がファンだという松田聖子の歌唱前では台本が飛んでしまうなどミスも相次いだ。
- 白組トリおよび大トリは今回のテーマ「歌のある国・にっぽん」にちなんだ北島三郎の「風雪ながれ旅」。
- 9対4で白組が優勝（客席審査は紅組:801、白組:1295、ゲスト審査員は紅組:4、白組:7で共に白組が優勢）。
- 審査員を務めた桂米朝は本番中居眠りをしていたという[8]。米朝は「安室奈美恵の歌が良かった、どんどん自分の中に入ってきた」と感想を述べている[9]。
- 松は翌年歌手デビューを果たし、第48回は出場歌手としての出演を果たした（前年の司会が歌手として初出場するのは初めて）。また第48回にて同回の紅組司会を務めた和田アキ子が松の曲紹介時、松が前回（今回）紅組司会を務めたことに触れた後、松が和田に「去年はありがとうございました」、和田が松に「いえいえ、どう致しまして」とのやりとりを交わす場面があった。さらに同回での和田の歌手出番の曲紹介を松が担当した。
- 古舘の連続司会は今回が最後となり[10]、以後も司会担当はしていない[11]。古舘は後の『産経新聞』（2016年6月23日付）のインタビューで「紅白の司会を3年連続でやらせてもらったことは、司会者としては勲章のようなものです。時代も変わりましたし、今さら僕の司会は求められないでしょうが、もしも、また要請が来るなら、喜んでやらせていただきます（笑）」と語っている[12]。
- 総合司会の草野満代は、この2ヶ月後にNHKを退職してフリー転身し、翌年の12月31日は第48回の裏番組『第39回日本レコード大賞』（TBS系列。草野はフリー転身後長らくTBSと専属契約していた）の司会を務めた[13]。また、第48回では宮本が初めて単独で総合司会を務める形になった。
- 瞬間最高視聴率（ビデオリサーチ調べ）のトップは、関東地区では玉置浩二が歌った後の21時50分に記録された59.9％[14]、関西地区では小林幸子が歌い終わる直前の22時41分に記録された59.7％だった[14]。小林幸子は関西地区における瞬間最高視聴率で2年連続のトップを記録した[14]。

## 司会者
- 紅組司会：松たか子（この年の大河ドラマ『秀吉』の淀殿役）
- 白組司会：古舘伊知郎（『クイズ日本人の質問』司会者）
- 総合司会：宮本隆治、草野満代（いずれも東京アナウンス室）
- ラジオ中継：水谷彰宏[15]（東京アナウンス室）

## 演奏
- 三原綱木とザ・ニューブリード・東京放送管弦楽団（指揮 三原綱木）

## 審査員
- 有森裕子（陸上選手）：1996年アトランタオリンピック陸上女子マラソン銅メダル。
- 川口能活（横浜マリノスゴールキーパー）:1996年アトランタオリンピックに於ける「マイアミの奇跡」の立役者。
- 江角マキコ（女優）：主演デビュー映画『幻の光』が数多くの賞を受賞。
- 仰木彬（オリックス・ブルーウェーブ監督）：この年ブルーウェーブを日本一に導く。
- 清水市代（女流棋士）：この年前人未到の女流四冠独占を達成。
- 中村橋之助[16]（歌舞伎俳優）：翌年の大河ドラマ『毛利元就』の主人公・毛利元就役。
- 森英恵（ファッションデザイナー）：この年文化勲章を授章。
- 桂米朝（落語家）：この年上方落語界で初の人間国宝に認定される。
- 大石静（脚本家）：この年下期の連続テレビ小説『ふたりっ子』作者。
- 周防正行（映画監督）：監督映画『Shall we ダンス?』が大ヒット。
- 上田洋一・NHK番組制作局長
- 客席審査員（NHKホールの観客全員）

## 大会委員長
- 斎藤曉・NHK放送総局長

## 出場歌手
紅組、      白組、      企画、      初出場、      返り咲き。
| 曲順 | 組   | 歌手名           | 回 | 曲目                                  |
| ---- | ---- | ---------------- | -- | ------------------------------------- |
| 1    | 白   | ウルフルズ       | 初 | ガッツだぜ!!                          |
| 2    | 紅   | JUDY AND MARY    | 初 | そばかす                              |
| 3    | 白   | 小沢健二         | 2  | 大人になれば                          |
| 4    | 紅   | 相川七瀬         | 初 | 夢見る少女じゃいられない              |
| 5    | 白   | TOKIO            | 3  | ありがとう…勇気                       |
| 6    | 紅   | 門倉有希         | 初 | 女の漁歌                              |
| 7    | 白   | 鳥羽一郎         | 9  | カサブランカ・グッバイ                |
| 8    | 紅   | 長山洋子         | 3  | ヨコハマ・シルエット                  |
| 9    | 白   | 近藤真彦         | 9  | ミッドナイト・シャッフル              |
| 10   | 紅   | TRF              | 3  | LEGEND OF WIND                        |
| 企画 | 企画 |                  |    | マジックショー                        |
| 11   | 紅   | 中村美律子       | 4  | 人生そこそこ七十点                    |
| 12   | 白   | 吉幾三           | 11 | エレジー〜哀酒歌〜                    |
| 13   | 紅   | DREAMS COME TRUE | 7  | そうだよ                              |
| 14   | 白   | RATS&STAR        | 初 | 夢で逢えたら                          |
| 15   | 紅   | 森高千里         | 5  | ララ サンシャイン                     |
| 16   | 白   | 郷ひろみ         | 17 | 2億4千万の瞳 -エキゾチック・ジャパン- |
| 企画 | 企画 |                  |    | ドラえもんショー                      |
| 17   | 白   | 前川清           | 6  | 抱きしめて                            |
| 18   | 紅   | 大月みやこ       | 10 | 夢日記                                |
| 19   | 白   | 森進一           | 29 | 夜の無言                              |
| 20   | 紅   | 都はるみ         | 28 | 好きになった人'96                     |

| 曲順 | 組   | 歌手名               | 回 | 曲目                              |
| ---- | ---- | -------------------- | -- | --------------------------------- |
| 21   | 白   | SMAP                 | 6  | SHAKE                             |
| 22   | 紅   | 安室奈美恵           | 2  | Don't wanna cry                   |
| 23   | 白   | 藤井フミヤ           | 4  | Another Orion                     |
| 24   | 紅   | 華原朋美             | 初 | I'm proud                         |
| 25   | 白   | 玉置浩二             | 初 | 田園                              |
| 26   | 紅   | 松田聖子             | 12 | あなたに逢いたくて〜Missing You〜 |
| 27   | 白   | 米米CLUB             | 4  | 浪漫飛行                          |
| 28   | 紅   | globe                | 初 | Can't Stop Fallin' in Love        |
| 企画 | 企画 |                      |    | Shall we ダンス?ショー            |
| 29   | 白   | 南こうせつ           | 4  | 夢一夜                            |
| 30   | 紅   | 杏里                 | 3  | オリビアを聴きながら              |
| 企画 | 企画 |                      |    | コメディーお江戸でござる          |
| 31   | 白   | 憲三郎&ジョージ山本  | 初 | 浪漫-ROMAN-                       |
| 32   | 紅   | 瀬川瑛子             | 4  | 笑いじわ                          |
| 33   | 白   | 美川憲一             | 13 | 北国夜曲                          |
| 34   | 紅   | 森口博子             | 6  | 視線                              |
| 35   | 白   | シャ乱Q              | 2  | いいわけ                          |
| 36   | 紅   | 小林幸子             | 18 | 越後情話                          |
| 企画 | 企画 |                      |    | 男はつらいよショー                |
| 37   | 紅   | 由紀さおり・安田祥子 | 5  | この道                            |
| 38   | 白   | 小林旭               | 7  | 北帰行                            |
| 39   | 紅   | 和田アキ子           | 20 | Mother                            |
| 40   | 白   | さだまさし           | 8  | 案山子                            |
| 41   | 紅   | 島倉千代子           | 34 | ときめきをさがしに                |
| 42   | 白   | 堀内孝雄             | 9  | 遠くで汽笛を聞きながら            |
| 43   | 紅   | 藤あや子             | 5  | 紅                                |
| 44   | 白   | 谷村新司             | 10 | 愛に帰りたい                      |
| 45   | 紅   | 石川さゆり           | 19 | 昭和夢つばめ                      |
| 46   | 白   | 細川たかし           | 22 | 女のしぐれ                        |
| 47   | 紅   | 伍代夏子             | 7  | 鳴門海峡                          |
| 48   | 白   | 五木ひろし           | 26 | 女の酒場                          |
| 49   | 紅   | 坂本冬美             | 9  | 夜桜お七                          |
| 50   | 白   | 北島三郎             | 33 | 風雪ながれ旅                      |

- 「ドラえもんショー」曲目・歌手
  - 「ドラえもんのうた」：桑野信義（RATS&STAR）、中居正広（SMAP）、松田聖子
- 「男はつらいよショー」曲目・歌手
  - 「男はつらいよ」：五木ひろし、伍代夏子、さだまさし、カールスモーキー石井（米米CLUB）、石川さゆり、北島三郎、出場歌手全員

### 選考を巡って
- 第42回（1991年）にとんねるずとして出場した木梨憲武が、今回「憲三郎&ジョージ山本」として出場した（後に野猿としても出場）。
- 近藤真彦は第39回（1988年）以来8年ぶりの出場となった[18]。
- 玉置浩二はソロ歌手としては初出場だが、以前安全地帯のバンドボーカルとして第36回（1985年）に出場しており、それ以来11年ぶりの出場となる[18]。
- 杏里がアンケート支持の高さ、カラオケでの人気を理由に第40回（1989年）以来7年ぶりの出場[18]。
- 瀬川瑛子は第41回（1990年）以来6年ぶりの出場となった。
- 小林旭が「『古里と人の心』というテーマに沿った人選」として、米米CLUBがアンケート支持の高さを理由に連続出場した[18]。
- PUFFYは9月の段階でテレビ神奈川の年越しライブ（渋谷公会堂で開催）への出演依頼を受けてしまい、紅白出場を辞退することになった[19]。当初は出番の合間を縫ってNHKホールに出向き、紅白に出場することも検討されたが、結局スケジュール調整の都合がつかなかった[18]。その後、吉村由美が12月4日に自転車事故で重傷を負ったため、結局いずれの出演も辞退することとなった。
- 松任谷由実は「大晦日はおせちを作る」[18][20]、井上陽水は「恥ずかしい」[18][20]、サザンオールスターズは「年越しライブ[21]を開催する」[18][20]、矢沢永吉は「年末にバックバンドを一旦解体する」[20]、髙橋真梨子は「出演する番組を限定している」[20]、久保田利伸は「年末はニューヨークに行く」[20]、スピッツやMr.Children、B'zは「興味がない」（スピッツ、Mr.Children）[18]「一曲だけ演奏するというのはどうも」[20]「年末は日本にいない」（Mr.Children）[22]といった理由で辞退。また、この年開催されたアトランタオリンピックのNHK中継テーマソング「熱くなれ」を担当した大黒摩季も「テレビには出演しない」という理由で辞退[20]。
- 前回それぞれ返り咲き出場の西城秀樹、初出場の酒井法子は落選した。NHKによると、この年の音楽活動の不足が原因という[23]。また5年連続出場していた香西かおりがCD売上の低下および新しい路線を模索中だということを理由に落選[18][22]（香西・西城は第48回で2年ぶりに復帰出場）。前回初出場した加門亮はCDセールス自体は前年を上回ったものの落選[18]。この年『ポップジャム』のエンディングテーマ「JAM」を担当したTHE YELLOW MONKEYはアンケート支持の低さを理由に落選した[18]。

### その他
- 森進一は29年連続出場達成、三波春夫の持つ白組歌手の最長連続出場記録に並んだ。
- 初出場以来6年連続出場中だった森口博子は翌年落選し、今回で出場が途切れた。
- 返り咲き出場以来3年連続出場をしていた島倉千代子も翌年落選したため、連続出場は今回で途絶えた。以後、第55回（2004年）で1回限りながら復帰を果たした。同様に返り咲き出場以来3年連続出場をしていた松田聖子も翌年出場を辞退したため、連続出場が途絶えたが、その後聖子は度々復帰出場を果たしている。
- 同じく返り咲き出場以来連続出場していた大月みやこや小林旭も今回で連続出場が途切れ、今回が最後の出場となっている。
- 米米CLUBは、解散前の最後の紅白出場となった。なお、米米は2006年に再結成を遂げ、第58回（2007年）に1回限りながら復帰を果たした。
- 今回の出場歌手をレコード会社別にみるとソニーが11組と最多である[18]（JUDY AND MARY、TOKIO、近藤真彦、DREAMS COME TRUE、RATS&STAR、郷ひろみ、玉置浩二、米米CLUB、小林旭、藤あや子、伍代夏子）。
- 今回はジャニーズ事務所から近藤真彦・SMAP・TOKIOの3組が出場し、近藤真彦の登場前には翌年シングルデビューするKinKi Kidsがゲスト歌唱を行った。この年以降、ジャニーズ事務所からの出場はSMAPとTOKIOの2組のみとなり、嵐が初出場する第60回（2009年）まで13年間完全固定された（応援やゲスト出演、バックダンサー等出場者以外の形での出演はこの以前でも行われた）。返り咲き出場をした近藤は翌年以降、出場から遠ざかったが、第66回（2015年）で今回以来の出場を果たした。

## ゲスト出演者
- 前園真聖（翌年よりヴェルディ川崎フォワード）：小沢健二の曲紹介。
- ウルトラマン、ウルトラセブン、ウルトラマンA、ウルトラマンタロウ、ウルトラマンティガ、バルタン星人、レッドキング、ゴモラ、ダダ、ゼットン（『ウルトラシリーズ』のキャラクター）：TOKIOの曲紹介。
- 二宮和也、大野智、相葉雅紀、松本潤、生田斗真、米花剛史：当時のジャニーズJr.。TOKIOのバックダンサー。
- KinKi Kids[24]：近藤真彦の曲中。
- 小原裕貴：同上。
- 三倉茉奈・佳奈（この年下期の連続テレビ小説『ふたりっ子』のヒロイン（少女期）・野田麗子・香子役）：「マジックショー」。
- 菊池麻衣子、岩崎ひろみ（同じく『ふたりっ子』のヒロイン（成年期）・野田→黒岩麗子・野田→森山→野田香子役。同上）
- ドラえもん、野比のび太、ジャイアン（剛田武）、源静香、骨川スネ夫、野比玉子、野比のび助（『ドラえもん』のキャラクター（着ぐるみ出演））：「ドラえもんショー」。
- 伊東四朗、野川由美子、重田千穂子、桜金造、魁三太郎（『コメディーお江戸でござる』出演者）：「コメディーお江戸でござる」。

### 演奏ゲスト
- 野村義男：近藤真彦のギター伴奏。
- 羽田健太郎：南こうせつのピアノ伴奏。
- 塚田佳男：由紀さおり・安田祥子のピアノ伴奏。
- 石川鷹彦：さだまさしのギター伴奏。
- 宮川泰：エンディング「蛍の光」で指揮担当。

## 関連番組
メイキング・ザ紅白
放送：BS2 1996年12月30日 20:00 - 22:00
松田聖子や中森明菜などの音合わせ風景などの20年の舞台裏を特集した。